# 한울원자력발전소
한울원자력발전소는 대한민국 경상북도 울진군 북면 부구리 및 덕천리에 있는, 한국수력원자력이 운영하는 원자력 발전소이다.
한울 1·2호기는 원전 기술과 원전 연료의 공급원을 다원화하고 정치·경제 및 기술협력 증진 등을 고려하여 프랑스의 설비를 도입하였다. 국내 최초의 프랑스 표준형(900MW급) 원전으로, 설계가 표준화되어 시공 시 각 공사 간의 설계 간섭을 최소화하였으며, 2개 호기간의 가능한 많은 계통과 구조물을 공유하도록 설계되어 있어 동일 용량의 다른 발전소보다 다소 작은 규모가 특징이다.
한울 3·4호기는 원자력발전의 핵심 기술인 원자로계통설계를 국내 설계진의 책임으로 진행한 대한민국 최초의 한국표준형원전이다. 한빛원자력발전소 3·4호기의 설계 및 건설 경험을 활용하여 최초의 표준원전 설계개념을 도입, 한국표준형원전 건설의 시발점이 되었으며, 원전 건설의 해외의존도를 낮추고 명실상부하게 원전기술자립을 이룩하는 토대가 되었다.
한울 5·6호기는 한국표준형원전의 결정판으로서, 원전의 핵심설비인 증기발생기의 재질을 인코넬 600에서 인코넬 690으로 변경하여 안전성을 강화하였다.
2024년 기준으로 8기의 상업용 원자로가 가동중이며, 신 3·4호기의 공사중이다. 2013년 5월에 “울진원자력발전소”에서 현재의 이름으로 이름을 변경했다.

## 발전설비 현황
| 발전방식      | 발전원  | 설비용량 | 설비용량 | 상업운전 개시일            | 원자로형              | 소계 (MW) |         |
| ------------- | ------- | -------- | -------- | -------------------------- | --------------------- | --------- | ------- |
| 원자력        | 원자력  | 1호기    | 950MW    | 1988년 9월 10일            | 가압경수로 (PWR)      | 8,700     |         |
| 원자력        | 원자력  | 2호기    | 950MW    | 1989년 9월 30일            | 가압경수로 (PWR)      | 8,700     |         |
| 원자력        | 원자력  | 3호기    | 1,000MW  | 1998년 8월 11일            | 가압경수로 (OPR-1000) | 8,700     |         |
| 원자력        | 원자력  | 4호기    | 1,000MW  | 1999년 12월 31일           | 가압경수로 (OPR-1000) | 8,700     |         |
| 원자력        | 원자력  | 5호기    | 1,000MW  | 2004년 7월 29일            | 가압경수로 (OPR-1000) | 8,700     |         |
| 원자력        | 원자력  | 6호기    | 1,000MW  | 2005년 4월 22일            | 가압경수로 (OPR-1000) | 8,700     |         |
| 원자력        | 원자력  | 신 1호기 | 1,400MW  | 2022년 12월 7일            | 가압경수로 (APR-1400) | 8,700     |         |
| 원자력        | 원자력  | 신 2호기 | 1,400MW  | 2024년 4월 5일             | 가압경수로 (APR-1400) | 8,700     |         |
| 설비용량 총계 | 8,700MW | 8,700MW  | 8,700MW  | 8,700MW                    | 8,700MW               | 8,700MW   | 8,700MW |
| 원자력        | 원자력  |          |          |                            |                       |           |         |
| 원자력        | 원자력  | 신 3호기 | 1,400MW  | 공사 중 (2032년 10월 예정) | 가압경수로 (APR-1400) | 2,800     |         |
| 원자력        | 원자력  | 신 4호기 | 1,400MW  | 공사 중 (2033년 10월 예정) | 가압경수로 (APR-1400) | 2,800     |         |
| 설비용량 총계 | 2,800MW | 2,800MW  | 2,800MW  | 2,800MW                    | 2,800MW               | 2,800MW   | 2,800MW |

## 고장 및 사고
2004년 이후 고장 사고로 인한 가동 중지건수가 21건으로, 전체 원자력 발전소 41건의 절반을 차지하여 2007년에 대한민국에서 최다 가동 중지 원자력 발전소로 기록되었으며, 직원의 조작 실수로 인한 고장, 정지건도 총 8건 가운데 이곳이 5건을 차지하였다.
2007년 1월 ~ 4월 사이 배수구 해조류(진지리)에서 인공 방사성핵종인 니오븀-95(95Nb)가 검출되었다. 또한 방사성 은(Ag-110m)이 발전소 배수구에서 1992년 이후 20년째 발견되었다. 방사성 은은 원자로의 연료봉에 사용된 은이 방사화되어 만들어진 물질로, 원전의 중대사고 발생 시 흔히 발견되는 핵종이다.

## 단층
한울원자력발전소 주변에서 제4기에 활동한 마분동 단층과 검성동 단층이 보고되었다. 영남 지괴에 속하는 울진군 지역은 대부분 선캄브리아기의 암석으로 구성되어 있긴 하지만 제4기에 활동했음이 확인된 매화 단층을 포함 10개 이상의 단층이 확인된 곳이다. 2004년에는 해역에서 규모 5.2의 강한 지진이 발생한 적도 있다.
- 마분동 단층은 한울원자력발전소가 위치한 울진군 북면 덕천리에 위치한 북서 주향의 단층이다. 평균적으로 북서 40-50°의 주향과 남서 70-80°의 경사를 보이는 주향 이동 단층으로 우수향 및 좌수향 운동 감각이 우세하나 경사 이동을 지시하는 단층조선도 관찰된다. ESR 연대측정 결과 F99 지점(N37°05'08.2", E129°22'30.4")에서 308±30ka에 최후기 단층 운동을 하였으며 F225 지점(N37°04'59.83", E129°23'15.50")에서는 407±69 ka, 648±147 ka 등 제4기에 최소 두 번 활동한 것으로 확인되었다.[5]
- 검성동 단층은 울진군 북면 부구리를 중심으로 남-북 방향으로 발달하는 단층이다. 한울원자력발전소에서 서쪽으로 5 km 지점에 위치하며 ESR 연대측정 결과는 1,050±144 ka이므로 최후 운동 시기는 제4기 플라이스토세에 해당하는 약 105만년 전으로 해석된다.[5]